# SLB Acquisition Holdings
SLB Acquisition Holdings, LLC är ett amerikanskt konsortium som är baserad i St. Louis, Missouri och grundades 2012 av den amerikanska affärsmannen Thomas H. Stillman och 15 lokala investerare däribland den förre amerikanska FN-ambassadören tillika senatorn John C. Danforth.
Den 10 maj 2012 blev det klart att SLB Acquisition Holdings, LLC hade förvärvat St. Louis Blues, farmarlaget Peoria Rivermen, leasingen och den dagliga skötseln av arenan Scottrade Center samt en majoritetspost i Peabody Opera House från SCP Worldwide för en köpeskilling på 130 miljoner dollar.
| ”                                                             | "We are honored and humbled to take ownership of the St. Louis Blues. Our new ownership group is 100 percent local, and we are 100 percent committed to the Blues and to St. Louis. We see the Blues as an important civic institution, and we know what the Blue Note means to this city and to the best fans in the NHL." | „ |
| – Majoritetsägaren och styrelseordföranden Thomas H. Stillman | |   |

## Tillgångar
- Sport
  - St. Louis Blues - (NHL)
    - Peoria Rivermen - (AHL)

  - Scottrade Center - Har som uppgift att sköta det dagliga arbetet med arenan
- Underhållning
  - Peabody Opera House - Majoritetsägare

## Delägare
Källa: 

### Majoritetsägare
- Thomas H. Stillman - Styrelseordförande & Vd, Summit Distributing.

### Minoritetsägare
- James A. Cooper - Vd, Thompson Street Capital Partners.
- Christopher B. Danforth - Ägare och marknadsföringschef, Kennelwood Pet Resorts.
- John C. Danforth - Delägare, Bryan Cave, LLP. Danforth var tidigare senator för delstaten Missouri & amerikansk FN-ambassadör.
- James L. Johnson - Senior Vicepresident, Stifel Nicolaus & Co.
- James P. Kavanaugh - Vd, World Wide Technology, Inc.
- Jerald L. Kent - Styrelseordförande & Vd, Suddenlink Communications & Vd, Cequel III.
- Donn S. Lux - Styrelseordförande & Vd, Luxco.
- W. Stephen Maritz - Styrelseordförande & Vd, Maritz Inc.
- Scott B. McCuaig - Fd president, Stifel Nicolaus & Co.
- Edward M. Potter - Privat investerare.
- John S. Ross, Jr. - President, Summit Development Group.
- Thomas F. Schlafly - Delägare, Thompson Coburn & Grundare, The Saint Louis Brewery.
- David L. Steward - Styrelseordförande, World Wide Technology, Inc.
- Andrew C. Taylor - Styrelseordförande & Vd, Enterprise Holdings, Inc.
- Jo-Ann Taylor Kindle - President, Enterprise Holdings Foundation.